# Phractocephalus hemioliopterus
Phractocephalus hemioliopterus är en fiskart som först beskrevs av Bloch och Schneider, 1801.  Phractocephalus hemioliopterus ingår i släktet Phractocephalus och familjen Pimelodidae. Inga underarter finns listade i Catalogue of Life.